# Rubajjat
Rubajjat, rubajt do-bajt (pers. < arab. Rubāʿī, l.mn. Rubāʿīyāt) – krótki, czterowierszowy utwór poetycki o treści przeważnie filozoficznej.
Spolszczona nazwa tego gatunku – rubajjat – przyjęła się głównie za sprawą tłumaczeń czterowierszy perskiego poety Omara Chajjama. Właśnie dzięki jego twórczości rubajjat perski zyskał sławę niemal na całym świecie. Cechą rubajjatu jest monorymiczność. Wiersze rymują się według następujących schematów:
1. a a b a
2. a a a a (rzadziej)

Formę rubajjatu przyswoił dla kultury europejskiej Edward FitzGerald tłumacząc Rubajjaty Omara Chajjama. W Polsce tą formą posługiwała się Maria Pawlikowska-Jasnorzewska.